# Magne (consular)
Magne (en llatí Magnus) era un romà de rang consular que va ser acusat d'haver organitzat un complot contra Maximí el Traci, amb el suport d'un bon nombre de centurions i de quasi tot el senat romà.
L'emperador havia començat una campanya contra els germànics poc després de pujar al tron l'any 235 i els conspiradors van planejar enfonsar un pont que havia construït pels transport de tropes després de passar, deixant-lo aïllat en territori germànic amb molt pocs homes.
Tots els acusats van ser executats sense judici així que mai es va saber si els càrrecs eren reals, però la consideració de què tot el senat fos part del complot és sens dubte una extravagància.